# Приимков-Ростовский, Алексей Васильевич Чечул
Князь Алексей Васильевич Чечул Приимков-Ростовский (ум. 18 апреля 1631) — русский государственный и военный деятель, дворянин московский, воевода и стольник, сын князя Василия Григорьевича Приимкова-Ростовского.

## Биография
В 1616-1619 годах князь А. В. Чечул Приимков-Ростовский находился на воеводстве в Великом Устюге. В 1625 году — воевода сторожевого полка в Крапивне.
В 1624, 1626 и 1629 годах князь Алексей Васильевич Приимков-Ростовский несколько раз сопровождал царя Михаила Фёдоровича в его «походах» на богомолье в Троице-Сергиеву лавру, в Симонов монастырь и в подмосковный Николо-Угрешский монастырь.
В 1626 году на второй свадьбе царя Михаила Фёдоровича князь Алексей Васильевич Приимков-Ростовский был в числе двадцати трех дворян московских, шедших за санями царицы Евдокии Лукьяновны Стрешневой. В том же году был отправлен из Москвы в Нижний Новгород для розыска разбойников.
В 1626-1629 годах князь Алексей Васильевич Чечул Приимков-Ростовский упоминается как объезжий голова в Москве в Кремле для бережения от огня. Несколько раз бывал у царского стола. В марте 1629 года встречал шведских и английских послов в проходных сенях, когда они шли в Грановитую палату, а в ноябре того же года встречал французского посла в первой встрече, в сенных дверях у порога.
18 апреля 1631 года стольник князь Алексей Васильевич Чечул Приимков-Ростовский скончался, оставив после себя трех сыновей: Наума (Богдана), Владимира и Ивана.
В декабре 1631 года его вдова Агриппина дала денежный вклад по душе умершего мужа в Троице-Сергиев монастырь, где была общая усыпальница князей Приимковых-Ростовских.
У князя А. В. Приимкова-Ростовского были местнические счеты с Д. М. Пожарским, И. И. Львовым и Салтыковым.